# 太平刑律
《太平刑律》是太平天国在《十款天条》和《太平条规》的基础上制定的，为太平天国重要的刑事立法。据说该法有177条，现保存下来有62条。

### 引用
1. ↑  《太平天国》第一册，第227～232页

### 书籍
- 《中国法制史》，蒲坚著，中央广播电视大学出版社，2006年10月版，ISBN 7-304-02441-0，第十二章